# Ardbeg

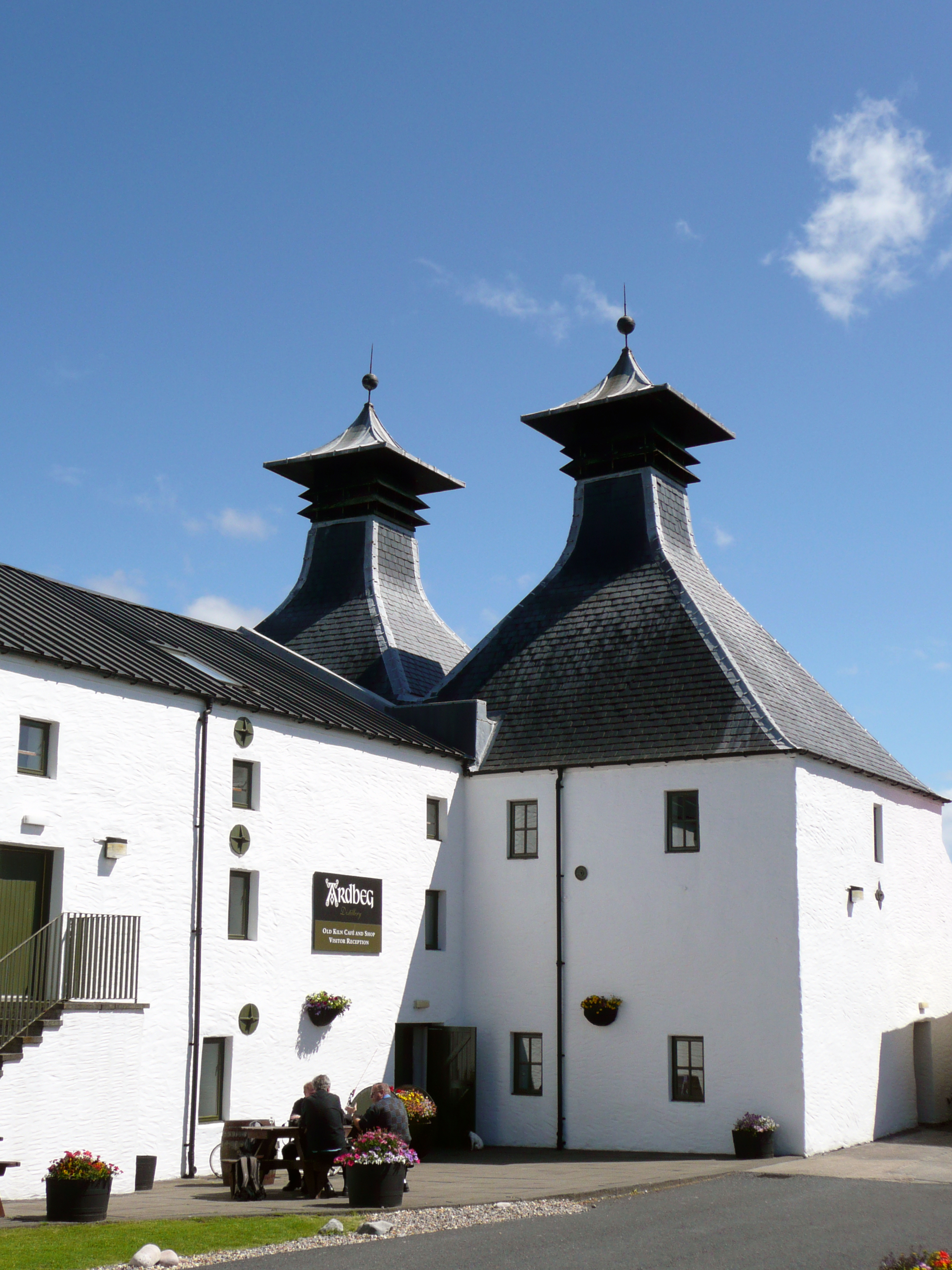
Ardbegs destilleri.

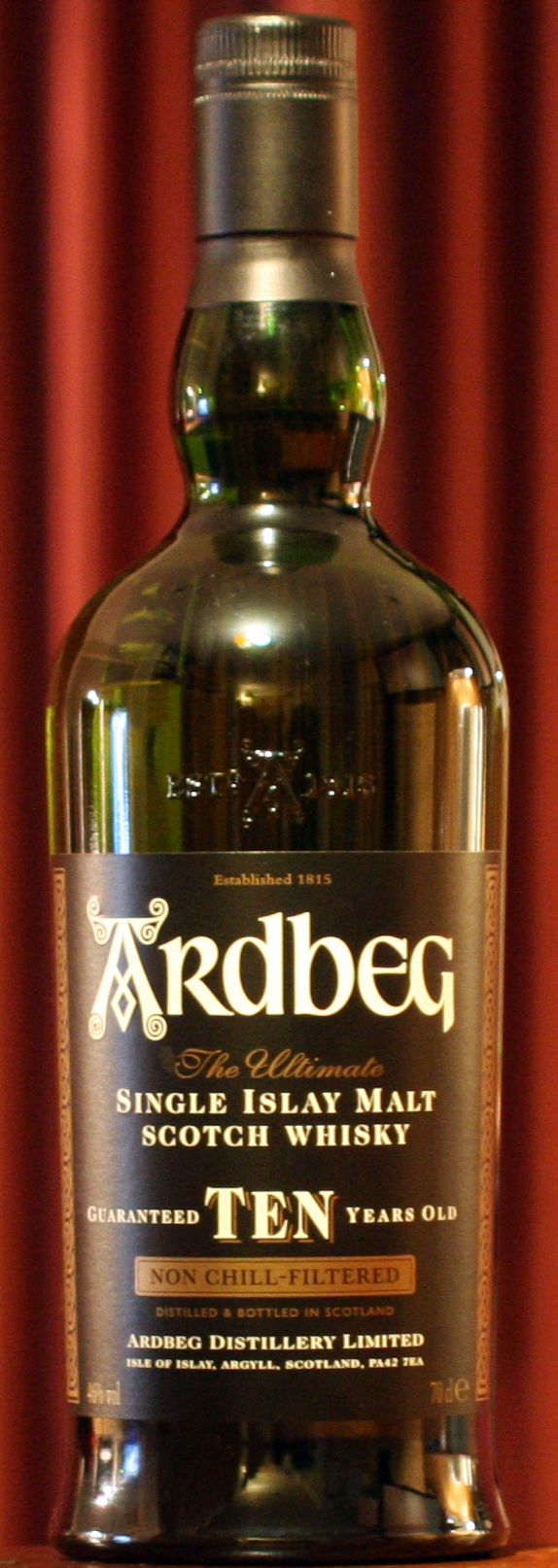
Destilleriets logotyp på en flaska med tioårig whisky.

Ardbeg är en whisky från den skotska ön Islay.
Destilleriet ligger på ön Islay utanför Skottlands västkust. Man kan hitta historiska skrifter om Ardbeg så långt tillbaka som från 1794 men i offentliga dokument dyker Ardbeg inte upp förrän 1815, då John McDougall etablerade det destilleri som ligger där idag. Även om 1815 anges som etableringsår på flaskorna var destilleriet inte igång förrän 1817. Destilleriet var i McDougall-släktens ägo fram till 1977, då den ekonomiska krisen på 70-talet hade tagit ut sin rätt och man tvingades sälja till Hiram Walker. De ekonomiska problemen var dock inte över och 1983 lade man nästan ned destilleriet och hade enbart några anställda som såg till att det inte förföll helt. 1996 var det dock slut och man lade ned det, bara för att öppna igen 1997.
Smaken hos Ardbeg är den man förväntar sig hos en Islaywhisky. Hög rökighet, med en stor mängd sälta som ett pikant inslag. Träighet nämns också.
Doften beskrivs som "maltig", "mycket rökig", med inslag av "honung", "citrusskal", "halm", "jod" och "tjära". Färgen är vanligtvis förhållandevis ljus beroende på att Ardbeg oftast inte färgas med sockerkulör samt att Ardbeg oftast lagras endast på bourbonfat.